# Justiniano Sotomayor Guzmán
Justiniano Sotomayor Guzmán (Santiago, Chile, 1845; julio de 1909, Bruselas, Bélgica) fue un ingeniero, economista y político chileno que tuvo una importante carrera en el quehacer económico y político de Chile de fines del siglo XIX. En el preludio de la Guerra del Pacífico, fueron conocidas dos cartas escritas por él a Hilarión Daza en las cuales le exhorta a buscar la alianza con Chile.

## Infancia y estudios
Fue hijo de Juan de la Cruz Sotomayor Fontecilla y Gertrudis Guzmán Avaria. Se tituló de ingeniero geógrafo en 1867 y de minas en 1868.
Aunque así aparece en algunos escritos bolivianos, Justiniano Sotomayor no fue hermano de los otros dos Sotomayor chilenos de la guerra: Emilio Sotomayor Baeza y Rafael Sotomayor Baeza.[cita requerida]

## Carrera profesional
Fue profesor de matemáticas en el curso de ingeniería del Liceo de Copiapó.
En 1873 se le llamó a desempeñar la gerencia de la Compañía Corocoro de Bolivia; tiempo después, se le confió el Consulado Chileno en dicho país.
Cuando estalló la guerra de 1879, renunció a ambos cargos. Se fue entonces, a Lebu, como director del establecimiento de don Maximiano Errázuriz Valdivieso. Y en 1881 regresó a Santiago y se hizo cargo de la gerencia de la Compañía de Gas.
En 1889 fue nombrado director general de Obras Públicas y en ese cargo se encontró para los sucesos de la revolución de 1891; en octubre del mismo año presentó la renuncia y un tiempo después, fue nombrado Cónsul de Chile en Bolivia y gerente de la Compañía Minera de Oruro.
Regresó al país en 1896 y sirvió nuevamente en la dirección general de Obras Públicas del Ministerio de Obras Públicas (Chile).
Fue presidente de la Sociedad Nacional de Minería, desde octubre de 1896 hasta abril de 1898.

## Carrera política
Militó en las filas del Partido Liberal (Chile).
En 1888 fue nombrado ministro de Hacienda, 9 de octubre de 1888 hasta el 11 de julio de 1889, durante el gobierno de José Manuel Balmaceda Fernández; y nombrado nuevamente ministro de Hacienda, en los inicios del gobierno de Federico Errázuriz Echaurren, el 20 de noviembre de 1896 hasta el 26 de junio de 1897.
En su paso por el Ministerio, realizó obras importantes, como la creación del cargo de administrador de Aduanas de Valparaíso, y la organización del cuerpo de vistas; la subvención a la propaganda salitrera, y un estudio completo de la situación financiera del país.
Fue elegido diputado propietario por Cauquenes, período 1888-1891; integró la Comisión Permanente de Hacienda e Industria.

## Cartas a Daza
Sotomayor abandonó Bolivia poco antes de la expulsión de chilenos de Perú y Bolivia en 1879. Por una solicitud de Domingo Santa María aprobada por Aníbal Pinto, escribió a Hilarión Daza dos cartas en que lo llamaba a romper la alianza con Perú y unirse a Chile "su natural aliado".: 330 
Gonzalo Bulnes describe su participación en las siguientes palabras:: 330 
La negociacion en que intervino don Justiniano Sotomayor se redujo a un cambio de cartas con Daza, estimulándolo a aprovechar la coyuntura que se le presentaba de correjir el error de conformacion de Bolivia, haciendo de una nacion mediterránea un pais con costas, apoderándose de Tacna i Arica con el auxilio de Chile. La idea iba envuelta en conceptos halagadores porque, le decia que procediendo asi escribiría su nombre en la historia de Bolivia con caracteres mas duraderos que los gloriosos fundadores de su nacionalidad.
El contenido de las cartas aparece en la "Recopilación" de Pascual Ahumada Moreno, Volumen I, capítulo I, pág. 250.

## Familia 6 children
Se casó con Rosa Zavala de la Barrera y tuvieron un hijo.